# Mjøndalen Idrettsforening 2013
Questa voce raccoglie le informazioni riguardanti il Mjøndalen Idrettsforening nelle competizioni ufficiali della stagione 2013.

## Stagione
Il Mjøndalen chiuse la stagione al 6º posto in classifica, raggiungendo così un piazzamento valido per partecipare alle qualificazioni all'Eliteserien: al secondo turno delle stesse, però, fu eliminato dal Ranheim. L'avventura nella Coppa di Norvegia 2013 si chiuse invece ai quarti di finale, quando la squadra subì la sconfitta da parte del Molde. Il calciatore più utilizzato in stagione fu Kristian Flittie Onstad, con 37 presenze (30 in campionato, 5 in coppa e 2 nelle qualificazioni all'Eliteserien). Il miglior marcatore fu Pål Alexander Kirkevold con 17 reti (14 in campionato e 3 in coppa).

## Maglie e sponsor
Lo sponsor tecnico per la stagione 2013 fu Umbro, mentre lo sponsor ufficiale fu Sparebanken Øst. La divisa casalinga era composta da una maglietta marrone con inserti bianchi, pantaloncini bianchi e calzettoni marroni. Quella da trasferta era costituita da una maglietta bianca con inserti neri, con pantaloncini e calzettoni neri.
| Casa | Trasferta |

## Rosa
| N. |                           | Ruolo | Calciatore              |
| -- | ------------------------- | ----- | ----------------------- |
| 1  | Norvegia (bandiera)       | P     | Ivar Forn               |
| 2  | Stati Uniti (bandiera)    | D     | Jonathan Borrajo        |
| 3  | Norvegia (bandiera)       | D     | Joackim Olsen Solberg   |
| 4  | Norvegia (bandiera)       | D     | Martin Strange          |
| 5  | Costa d'Avorio (bandiera) | A     | Kevin Beugré            |
| 5  | Norvegia (bandiera)       | D     | Karanveer Grewal        |
| 6  | Norvegia (bandiera)       | C     | Bjarne Ingebretsen      |
| 7  | Norvegia (bandiera)       | D     | Lars Granaas            |
| 8  | Norvegia (bandiera)       | C     | Stian Ohr               |
| 9  | Norvegia (bandiera)       | C     | Mads André Hansen       |
| 10 | Norvegia (bandiera)       | C     | Pål Alexander Kirkevold |
| 11 | Norvegia (bandiera)       | C     | Christian Gauseth       |
| 12 | Norvegia (bandiera)       | P     | Andreas Håskjold        |
| 13 | Norvegia (bandiera)       | P     | Anders Rotevatn         |
| 14 | Costa d'Avorio (bandiera) | C     | Vamouti Diomande        |

| N. |                        | Ruolo | Calciatore               |
| -- | ---------------------- | ----- | ------------------------ |
| 15 | Norvegia (bandiera)    | C     | Stian Semb Aasmundsen    |
| 16 | Norvegia (bandiera)    | C     | Mads Gundersen           |
| 16 | Norvegia (bandiera)    | A     | Jarle Belaska            |
| 17 | Norvegia (bandiera)    | C     | Erlend Skagestad         |
| 18 | Stati Uniti (bandiera) | D     | Rhett Bernstein          |
| 19 | Norvegia (bandiera)    | C     | Emil Fossum              |
| 20 | Norvegia (bandiera)    | A     | Benjamin Stokke          |
| 21 | Norvegia (bandiera)    | A     | Benjamin Krantz          |
| 22 | Norvegia (bandiera)    | D     | Morten Sundli            |
| 24 | Norvegia (bandiera)    | A     | Kjetil Lien              |
| 24 | Norvegia (bandiera)    | C     | Truls Ingebrigtsen       |
| 25 | Norvegia (bandiera)    | D     | Joakim Mohn Rishovd      |
| 26 | Norvegia (bandiera)    | D     | Espen Garnås             |
| 26 | Norvegia (bandiera)    | C     | Kristian Botttegård Næss |
| 27 | Norvegia (bandiera)    | D     | Kristian Flittie Onstad  |

## Calciomercato

### Sessione invernale(dal 01/01 al 31/03)
| Acquisti | Acquisti                | Acquisti     | Acquisti   |
| R.       | Nome                    | da           | Modalità   |
| -------- | ----------------------- | ------------ | ---------- |
| D        | Jonathan Borrajo        |              | svincolato |
| D        | Karanveer Grewal        |              | svincolato |
| D        | Kristian Flittie Onstad |              | svincolato |
| C        | Stian Semb Aasmundsen   | Eik-Tønsberg | definitivo |
| C        | Christian Gauseth       | Alta         | definitivo |
| C        | Mads André Hansen       | Fredrikstad  | definitivo |
| A        | Jarle Belaska           | Ørn-Horten   | definitivo |

| Cessioni | Cessioni        | Cessioni      | Cessioni      |
| R.       | Nome            | a             | Modalità      |
| -------- | --------------- | ------------- | ------------- |
| D        | Marius Boldt    |               | svincolato    |
| D        | Nicklas Raaholt | Asker         | definitivo    |
| D        | Knut Rønningene | Notodden      | definitivo    |
| C        | Kyle Helton     |               | svincolato    |
| C        | Aziz Idris      | HamKam        | definitivo    |
| C        | Erik Midtgarden | Lillestrøm    | fine prestito |
| C        | Adrian Paul     |               | svincolato    |
| A        | Kim Berntzen    | Birkebeineren | definitivo    |

### Sessione estiva(dal 15/07 al 10/08)
| Acquisti | Acquisti       | Acquisti     | Acquisti   |
| R.       | Nome           | da           | Modalità   |
| -------- | -------------- | ------------ | ---------- |
| C        | Mads Gundersen | Strømsgodset | definitivo |
| A        | Kevin Beugré   | Hønefoss     | prestito   |
| A        | Kjetil Lien    | Hallingdal   | definitivo |

| Cessioni | Cessioni         | Cessioni      | Cessioni   |
| R.       | Nome             | a             | Modalità   |
| -------- | ---------------- | ------------- | ---------- |
| D        | Karanveer Grewal | Asker         | prestito   |
| C        | Stian Ohr        |               | ritiro     |
| A        | Jarle Belaska    | Ørn-Horten    | prestito   |
| A        | Benjamin Krantz  | Birkebeineren | definitivo |

## Risultati

### 1. divisjon

#### Girone di andata
| Arbitro: | Tennøy |

|                       |           |  |
| Johannesen 13’ (rig.) | Marcatori |  |

| Arbitro: | Gjermshus |

|                                                |           |           |
| Kirkevold 64’ Ingebretsen 67’, 76’ Gauseth 73’ | Marcatori | 10’ Azemi |

| Arbitro: | Eskås |

|          |           |                 |
| Rasch 5’ | Marcatori | 89’ Ingebretsen |

| Arbitro: | Hansen |

|  |           |                       |
|  | Marcatori | 59’ Dahle 65’ Nedrebø |

| Arbitro: | Ahlsen |

|  |           |                 |
|  | Marcatori | 88’ Ingebretsen |

| Arbitro: | Gya |

|                         |           |            |
| Karlsen 11’ Gauseth 79’ | Marcatori | 9’ Rødsand |

| Arbitro: | Ahlsen |

|                       |           |  |
| Trondsen 49’ Boli 61’ | Marcatori |  |

| Arbitro: | Rafiq |

|  |           |                           |
|  | Marcatori | 20’ (rig.), 22’ Kirkevold |

| Arbitro: | Kjensli (Oslo) |

|  |           |                                    |
|  | Marcatori | 31’ Skartun 55’ Urstad 61’ Khattab |

| Arbitro: | Moen |

|           |           |  |
| Moltu 50’ | Marcatori |  |

| Nedre Eiker 8 giugno 2013, ore 15:30 11ª giornata                              | Mjøndalen | 0 – 3 referto                                | Bodø/Glimt | Mjøndalen Stadion (1.156 spett.) |
| \| \| \| \| \| \| Marcatori \| 5’ Ndiaye 26’ Johansen 90’ (rig.) T. Braaten \| |           |                                              |            |                                  |
|                                                                                |           |                                              |            |                                  |
|                                                                                | Marcatori | 5’ Ndiaye 26’ Johansen 90’ (rig.) T. Braaten |            |                                  |

| Arbitro: | Lundby |

|                             |           |  |
| Stene 63’, 87’ Aleesami 86’ | Marcatori |  |

| Arbitro: | Kringstad |

|                      |           |            |
| Ingebretsen 39’, 50’ | Marcatori | 90’ Stølås |

| Arbitro: | Eskås |

|                           |           |  |
| Langås 3’, 4’ Aas 8’, 47’ | Marcatori |  |

| Arbitro: | Steen |

|                                 |           |            |
| Stokke 63’ Kirkevold 90’ (rig.) | Marcatori | 11’ Sellin |

#### Girone di ritorno
| Arbitro: | Eskås |

|                  |           |                           |
| Idris 16’ (rig.) | Marcatori | 61’ Kirkevold 79’ Granaas |

| Arbitro: | Ahlsen |

|                          |           |                         |
| Stokke 48’ Kirkevold 76’ | Marcatori | 57’ Yabré 81’ Brandtzæg |

| Arbitro: | Tennøy |

|  |           |                    |
|  | Marcatori | 13’, 25’ Kirkevold |

| Nedre Eiker 18 agosto 2013, ore 18:00 19ª giornata | Mjøndalen | 0 – 0 referto | Ranheim | Mjøndalen Stadion (885 spett.)\| Arbitro: \| Moen \| |
| Arbitro:                                           | Moen      |               |         |                                                      |

| Arbitro: | Gjermshus |

|                           |           |  |
| Johansen 35’ Berglann 71’ | Marcatori |  |

| Nedre Eiker 1º settembre 2013, ore 18:00 21ª giornata | Mjøndalen | 0 – 0 referto | Fredrikstad | Mjøndalen Stadion (952 spett.)\| Arbitro: \| Hansen \| |
| Arbitro:                                              | Hansen    |               |             |                                                        |

| Arbitro: | Gya |

|                               |           |  |
| Kirkevold 6’, 66’, 90’ (rig.) | Marcatori |  |

| Arbitro: | Kringstad |

|  |           |               |
|  | Marcatori | 61’ Kirkevold |

| Nedre Eiker 22 settembre 2013, ore 18:00 24ª giornata                                            | Mjøndalen | 3 – 2 referto        | Elverum | Mjøndalen Stadion (916 spett.) |
| \| \| \| \| \| Diomande 17’ Hansen 24’ Olsen Solberg 90’ \| Marcatori \| 13’ Rønes 90’ Brekke \| |           |                      |         |                                |
|                                                                                                  |           |                      |         |                                |
| Diomande 17’ Hansen 24’ Olsen Solberg 90’                                                        | Marcatori | 13’ Rønes 90’ Brekke |         |                                |

| Arbitro: | Rafiq (Oslo) |

|              |           |                |
| Diomande 68’ | Marcatori | 88’ Stokkelien |

| Arbitro: | Tennøy |

|  |           |            |
|  | Marcatori | 41’ Beugré |

| Arbitro: | Haugen |

|                                                               |           |              |
| Røyrane 16’ Juel-Nielsen 71’ Gabrielsen 75’ (rig.) Sellin 88’ | Marcatori | 70’ Diomande |

| Arbitro: | Ahlsen |

|                         |           |             |
| Beugré 51’ Diomande 83’ | Marcatori | 69’ Jørstad |

| Arbitro: | Eskås |

|                          |           |                     |
| Kapidzic 33’ Løvland 90’ | Marcatori | 86’ Semb Aasmundsen |

| Arbitro: | Gya |

|                                        |           |            |
| Kirkevold 62’, 87’ Semb Aasmundsen 75’ | Marcatori | 8’ Standal |

#### Qualificazioni all'Eliteserien
| Arbitro: | Steen |

|  |           |                          |
|  | Marcatori | 39’ Diomande 48’ Gauseth |

| Arbitro: | Rafiq |

|                |           |                                         |
| Eek 71’ (aut.) | Marcatori | 8’ Rønning 31’ Eek 68’ Aas 75’ Krogstad |

### Coppa di Norvegia
| Arbitro: | Aslam |

|  |           |                                                                                                   |
|  | Marcatori | 11’, 43’ Belaska 14’, 16’, 74’ Stokke 31’, 53’ Krantz 33’ (aut.) Ottesen 37’ Fossum 84’ Skagestad |

| Arbitro: | Loeshagen |

|                             |           |               |
| Karlsen 17’ Ingebretsen 99’ | Marcatori | 90’ Rasmussen |

| Arbitro: | Gya |

|           |           |                           |
| Pusic 14’ | Marcatori | 50’, 52’ (rig.) Kirkevold |

| Arbitro: | Døvle (Larvik) |

|                                             |           |                |
| Olsen Solberg 19’ Kirkevold 65’ Gauseth 72’ | Marcatori | 23’, 33’ Dahle |

| Arbitro: | Sandmoen (Kjelsås) |

|                        |           |  |
| Hovland 49’ Tripić 82’ | Marcatori |  |

## Statistiche

### Statistiche di squadra
| Competizione          | Punti | In casa | In casa | In casa | In casa | In casa | In casa | In trasferta | In trasferta | In trasferta | In trasferta | In trasferta | In trasferta | Totale | Totale | Totale | Totale | Totale | Totale | DR  |
| Competizione          | Punti | G       | V       | N       | P       | Gf      | Gs      | G            | V            | N            | P            | Gf           | Gs           | G      | V      | N      | P      | Gf     | Gs     | DR  |
| --------------------- | ----- | ------- | ------- | ------- | ------- | ------- | ------- | ------------ | ------------ | ------------ | ------------ | ------------ | ------------ | ------ | ------ | ------ | ------ | ------ | ------ | --- |
| 1. divisjon           | 47    | 15      | 8       | 4       | 3       | 24      | 19      | 15           | 6            | 1            | 8            | 13           | 21           | 30     | 14     | 5      | 11     | 37     | 40     | -3  |
| Qual. all'Eliteserien | -     | 1       | 0       | 0       | 1       | 1       | 4       | 1            | 1            | 0            | 0            | 2            | 0            | 2      | 1      | 0      | 1      | 3      | 4      | -1  |
| Coppa di Norvegia     | -     | 2       | 2       | 0       | 0       | 5       | 3       | 3            | 2            | 0            | 1            | 12           | 3            | 5      | 4      | 0      | 1      | 17     | 6      | +11 |
| Totale                | -     | 18      | 10      | 4       | 4       | 30      | 26      | 19           | 9            | 1            | 9            | 27           | 24           | 37     | 19     | 5      | 13     | 57     | 50     | +7  |

### Statistiche dei giocatori
| Giocatore          | 1. divisjon | 1. divisjon | 1. divisjon | 1. divisjon | Coppa di Norvegia | Coppa di Norvegia | Coppa di Norvegia | Coppa di Norvegia | Coppe europee | Coppe europee | Coppe europee | Coppe europee | Qual. all'Eliteserien | Qual. all'Eliteserien | Qual. all'Eliteserien | Qual. all'Eliteserien | Totale   | Totale | Totale      | Totale     |
| Giocatore          | Presenze    | Reti        | Ammonizioni | Espulsioni  | Presenze          | Reti              | Ammonizioni       | Espulsioni        | Presenze      | Reti          | Ammonizioni   | Espulsioni    | Presenze              | Reti                  | Ammonizioni           | Espulsioni            | Presenze | Reti   | Ammonizioni | Espulsioni |
| ------------------ | ----------- | ----------- | ----------- | ----------- | ----------------- | ----------------- | ----------------- | ----------------- | ------------- | ------------- | ------------- | ------------- | --------------------- | --------------------- | --------------------- | --------------------- | -------- | ------ | ----------- | ---------- |
| J. Belaska         | 13          | 0           | 0           | 0           | 4                 | 2                 | 1                 | 0                 |               |               |               |               | 0                     | 0                     | 0                     | 0                     | 17       | 2      | 1           | 0          |
| R. Bernstein       | 12          | 0           | 0           | 0           | 2                 | 0                 | 0                 | 0                 |               |               |               |               | 1                     | 0                     | 0                     | 0                     | 15       | 0      | 0           | 0          |
| K. Beugré          | 13          | 2           | 0           | 0           | 0                 | 0                 | 0                 | 0                 |               |               |               |               | 2                     | 0                     | 0                     | 0                     | 15       | 2      | 0           | 0          |
| J. Borrajo         | 24          | 0           | 1           | 0           | 5                 | 0                 | 1                 | 0                 |               |               |               |               | 2                     | 0                     | 1                     | 0                     | 31       | 0      | 3           | 0          |
| V. Diomande        | 20          | 4           | 1           | 0           | 2                 | 0                 | 1                 | 0                 |               |               |               |               | 2                     | 1                     | 0                     | 0                     | 24       | 5      | 2           | 0          |
| I. Forn            | 22          | 0           | 2           | 0           | 3                 | 0                 | 0                 | 0                 |               |               |               |               | 2                     | 0                     | 0                     | 0                     | 27       | 0      | 2           | 0          |
| E. Fossum          | 2           | 0           | 0           | 0           | 1                 | 1                 | 0                 | 0                 |               |               |               |               | 0                     | 0                     | 0                     | 0                     | 3        | 1      | 0           | 0          |
| E. Garnås          | 0           | 0           | 0           | 0           | 0                 | 0                 | 0                 | 0                 |               |               |               |               | 0                     | 0                     | 0                     | 0                     | 0        | 0      | 0           | 0          |
| C. Gauseth         | 26          | 2           | 8           | 0           | 4                 | 1                 | 2                 | 0                 |               |               |               |               | 2                     | 1                     | 2                     | 0                     | 32       | 4      | 12          | 0          |
| L. Granaas         | 10          | 1           | 1           | 0           | 3                 | 0                 | 0                 | 0                 |               |               |               |               | 0                     | 0                     | 0                     | 0                     | 13       | 1      | 1           | 0          |
| K. Grewal          | 7           | 0           | 0           | 0           | 2                 | 0                 | 0                 | 0                 |               |               |               |               | 0                     | 0                     | 0                     | 0                     | 9        | 0      | 0           | 0          |
| M. Gundersen       | 7           | 0           | 2           | 0           | 0                 | 0                 | 0                 | 0                 |               |               |               |               | 1                     | 0                     | 0                     | 0                     | 8        | 0      | 2           | 0          |
| M. Hansen          | 29          | 1           | 3           | 0           | 4                 | 0                 | 0                 | 0                 |               |               |               |               | 2                     | 0                     | 0                     | 0                     | 35       | 1      | 3           | 0          |
| A. Håskjold        | 0           | 0           | 0           | 0           | 0                 | 0                 | 0                 | 0                 |               |               |               |               | 0                     | 0                     | 0                     | 0                     | 0        | 0      | 0           | 0          |
| B. Ingebretsen     | 18          | 6           | 1           | 0           | 2                 | 1                 | 1                 | 0                 |               |               |               |               | 1                     | 0                     | 0                     | 0                     | 21       | 7      | 2           | 0          |
| T. Ingebrigtsen    | 0           | 0           | 0           | 0           | 0                 | 0                 | 0                 | 0                 |               |               |               |               | 0                     | 0                     | 0                     | 0                     | 0        | 0      | 0           | 0          |
| P. Kirkevold       | 25          | 14          | 4           | 1           | 3                 | 3                 | 1                 | 0                 |               |               |               |               | 2                     | 0                     | 0                     | 0                     | 30       | 17     | 5           | 1          |
| B. Krantz          | 4           | 0           | 0           | 0           | 2                 | 2                 | 0                 | 0                 |               |               |               |               | 0                     | 0                     | 0                     | 0                     | 6        | 2      | 0           | 0          |
| K. Lien            | 0           | 0           | 0           | 0           | 0                 | 0                 | 0                 | 0                 |               |               |               |               | 0                     | 0                     | 0                     | 0                     | 0        | 0      | 0           | 0          |
| K. Næss            | 0           | 0           | 0           | 0           | 0                 | 0                 | 0                 | 0                 |               |               |               |               | 0                     | 0                     | 0                     | 0                     | 0        | 0      | 0           | 0          |
| S. Ohr             | 10          | 0           | 0           | 0           | 2                 | 0                 | 1                 | 0                 |               |               |               |               | 0                     | 0                     | 0                     | 0                     | 12       | 0      | 1           | 0          |
| J. Olsen Solberg   | 27          | 1           | 3           | 0           | 0                 | 0                 | 0                 | 0                 |               |               |               |               | 2                     | 0                     | 2                     | 0                     | 29       | 1      | 5           | 0          |
| K. Onstad          | 30          | 0           | 2           | 0           | 5                 | 0                 | 0                 | 0                 |               |               |               |               | 2                     | 0                     | 1                     | 0                     | 37       | 0      | 3           | 0          |
| J. Rishovd         | 2           | 0           | 0           | 0           | 0                 | 0                 | 0                 | 0                 |               |               |               |               | 0                     | 0                     | 0                     | 0                     | 2        | 0      | 0           | 0          |
| A. Rotevatn        | 8           | 0           | 0           | 0           | 2                 | 0                 | 0                 | 0                 |               |               |               |               | 0                     | 0                     | 0                     | 0                     | 10       | 0      | 0           | 0          |
| S. Semb Aasmundsen | 24          | 2           | 4           | 1           | 4                 | 0                 | 0                 | 0                 |               |               |               |               | 2                     | 0                     | 0                     | 0                     | 30       | 2      | 4           | 1          |
| E. Skagestad       | 0           | 0           | 0           | 0           | 1                 | 1                 | 0                 | 0                 |               |               |               |               | 0                     | 0                     | 0                     | 0                     | 1        | 1      | 0           | 0          |
| B. Stokke          | 20          | 2           | 0           | 0           | 2                 | 3                 | 0                 | 0                 |               |               |               |               | 1                     | 0                     | 0                     | 0                     | 23       | 5      | 0           | 0          |
| M. Strange         | 8           | 0           | 2           | 0           | 0                 | 0                 | 0                 | 0                 |               |               |               |               | 0                     | 0                     | 0                     | 0                     | 8        | 0      | 2           | 0          |
| M. Sundli          | 28          | 1           | 6           | 0           | 5                 | 0                 | 0                 | 0                 |               |               |               |               | 2                     | 0                     | 0                     | 0                     | 35       | 1      | 6           | 0          |